# Sint-Paulus-Bekeringkerk (Godveerdegem)
De Sint-Paulus-Bekeringkerk van Godveerdegem (Zottegem) is een kerkgebouw dat wordt omgeven door een ommuurd kerkhof en heeft twee lindebomen voor het westportaal. Het is een heterogeen gebouw dat het resultaat is van verschillende bouwcampagnes en restauraties. Oorspronkelijk was het een eenbeukige romaanse kerk (met breuksteunen middenbeuk en romaanse venstertjes) die voor het eerst werd vermeld in 1176, het jaar waarin de Gentse Sint-Baafsabdij het patronaat verwierf. Latere werd de centrale toren met achtkantige klokkenkamer opgericht in de 14de eeuw. Eind 14de eeuw of begin 15de eeuw werd de kerk uitgebreid naar het oosten met een zandstenen koor. In de 16de eeuw werd de kerk tot 2 meter van de grond afgebroken en in baksteen heropgebouwd. Ze werd uitbegreid met twee transeptarmen tussen de 15de en de 16de eeuw. De gevelsteen met jaartal 1644 (ten zuiden) duidt vermoedelijk op aanzienlijke verbouwingswerken. Het balustradeorgel dateert uit de 19de eeuw. De kerk werd eind 19de eeuw gerestaureerd en hersteld in het eerste kwart van de 20ste eeuw. Ze werd in 1967 nogmaals gerestaureerd onder leiding van architect Adrien Bressers. Tot het meubilair behoort een retabel van de pestheiligen en gepolychromeerd houten beelden als Sint-Anna te drieën van omstreeks 1500 en Sint-Paulus en Sint-Elooi uit de 17de eeuw. De Sint-Paulus-Bekeringkerk is sinds 1962 als monument beschermd.

## Afbeeldingen

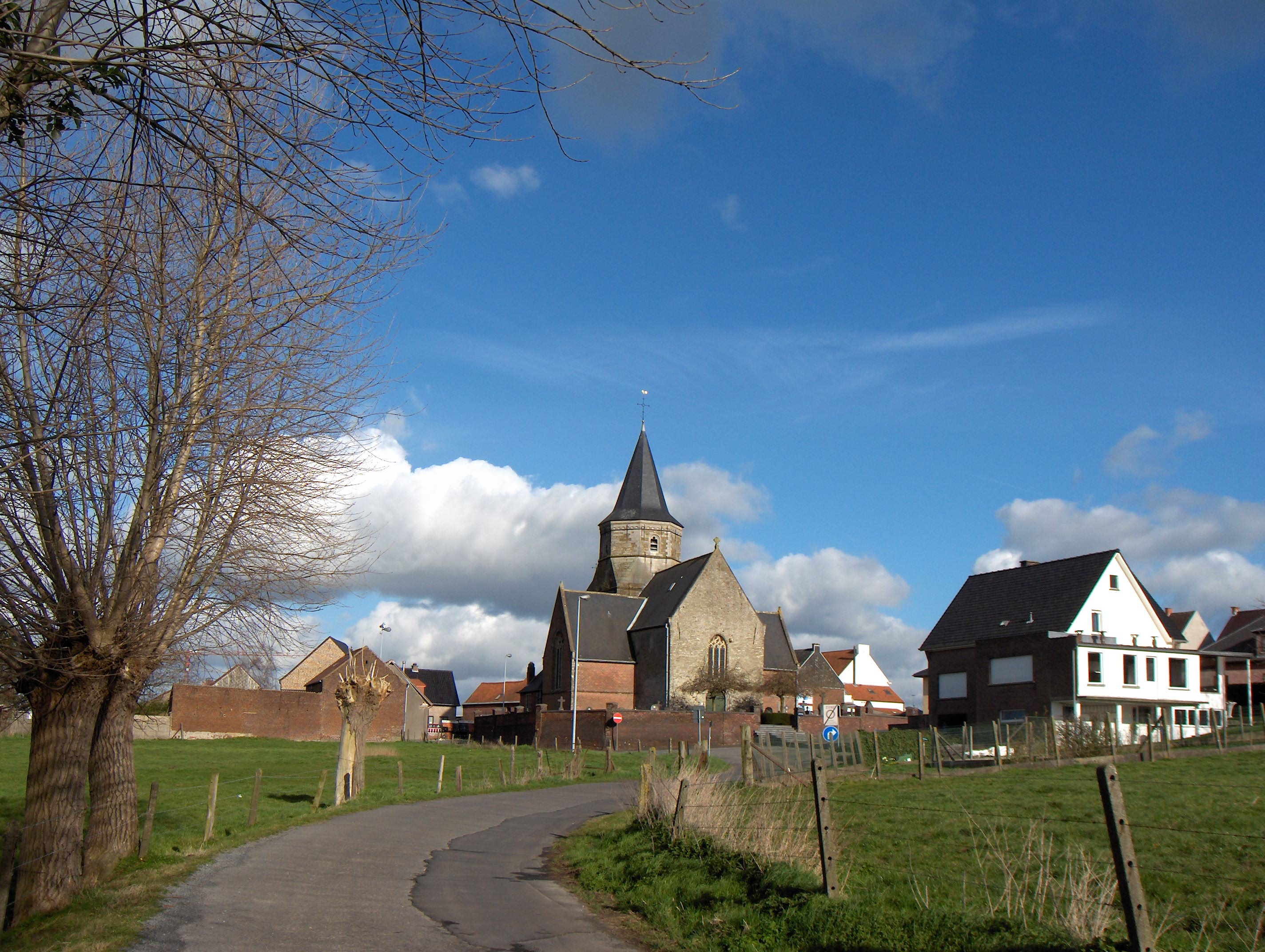
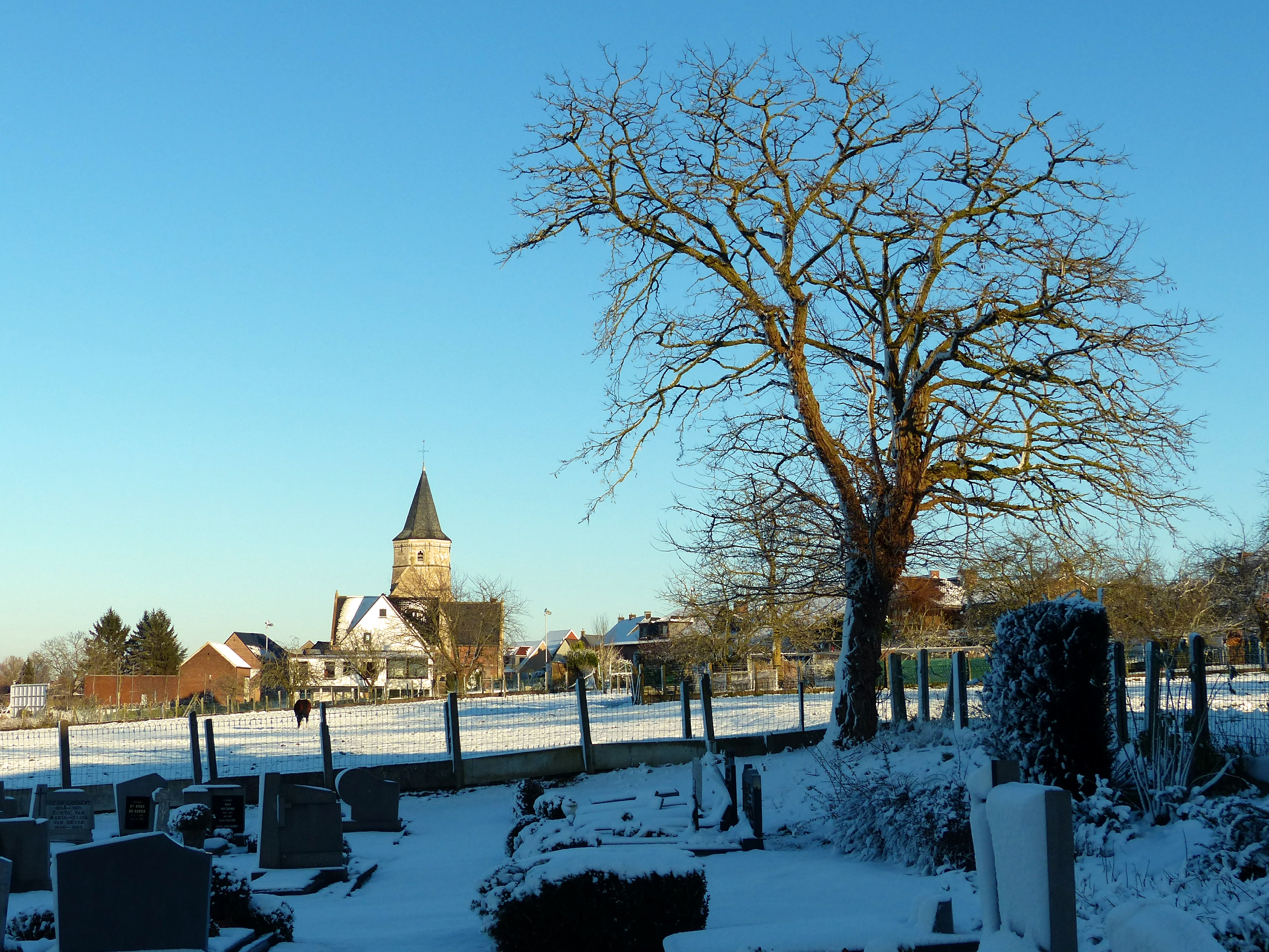
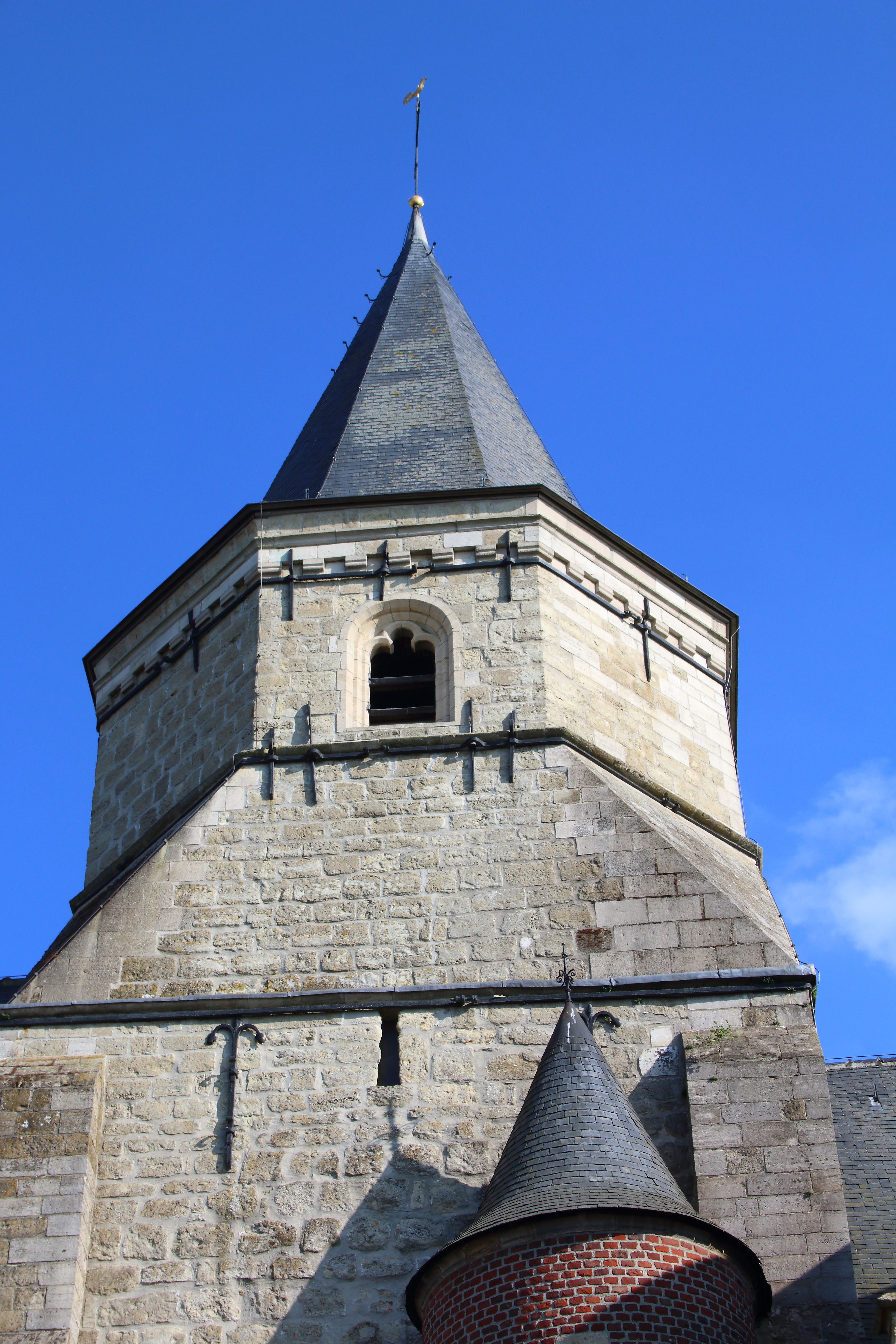
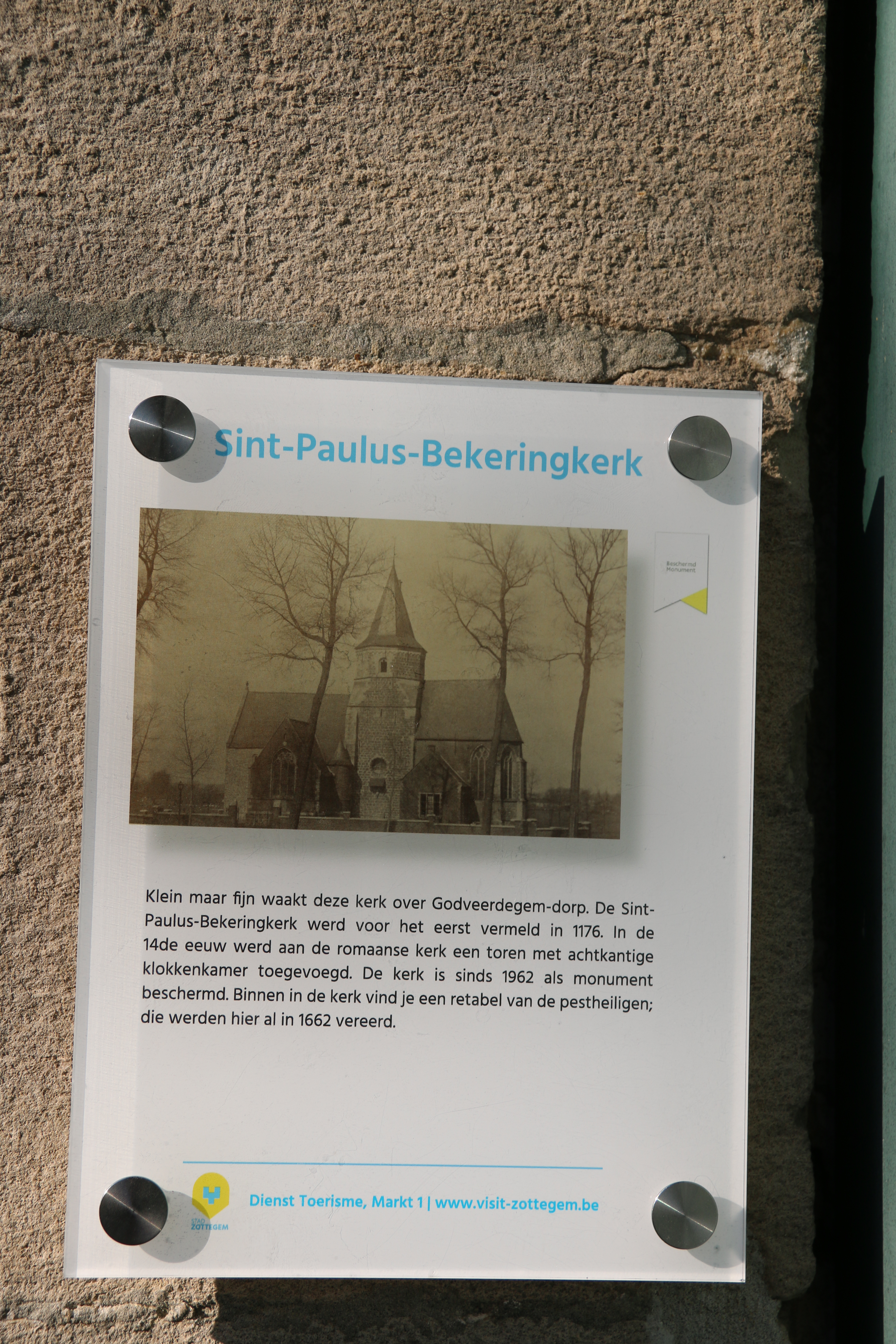
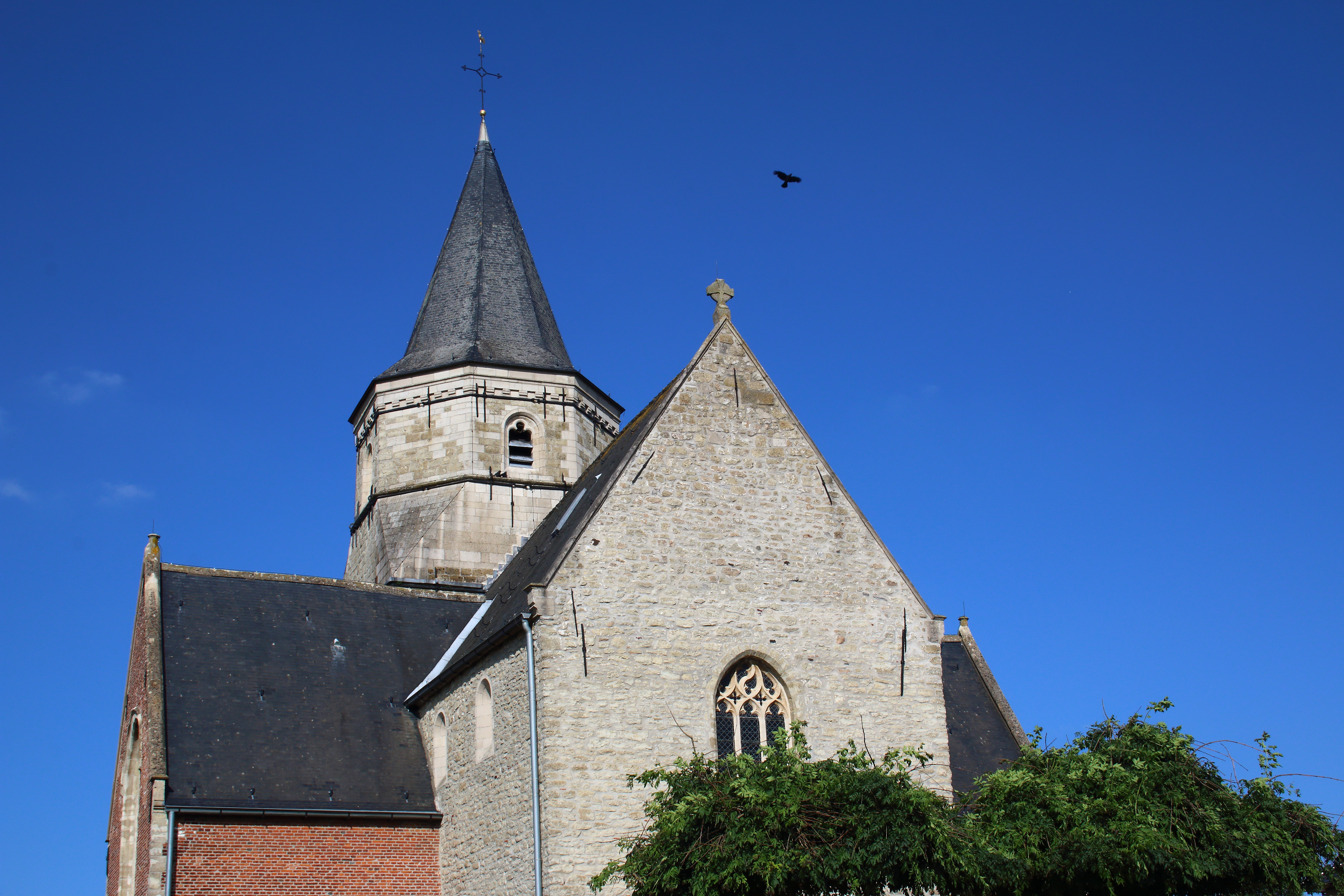
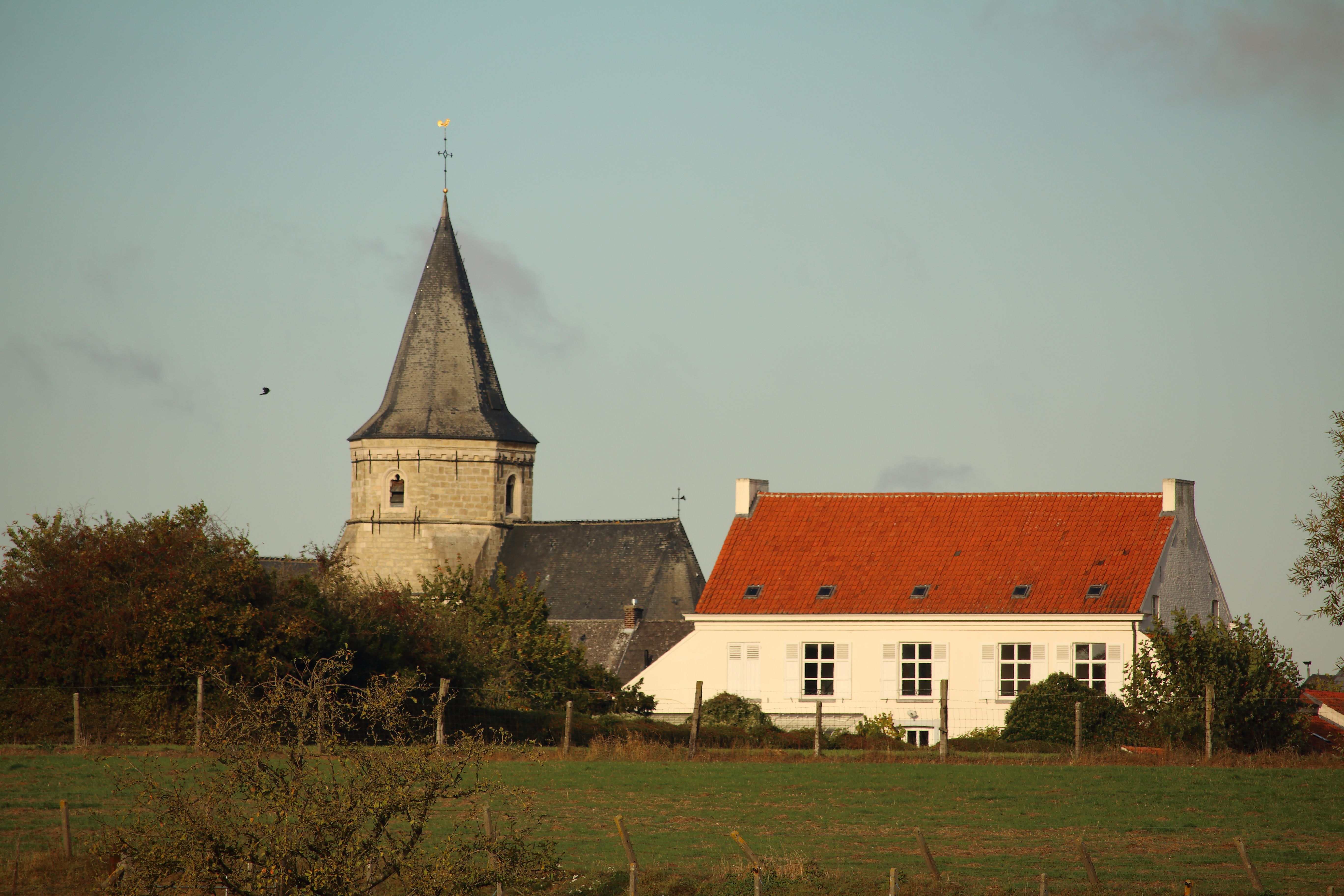